# Кег
Кег (на шведски: kagge) е метален съд (обикновено от стомана), който се използва за съхранение и транспортиране на бира и други алкохолни или безалкохолни напитки, обикновено под налягане.

## Устройство и използване
Съвременните кегове се изработват от неръждаема стомана. Те имат приспособления за превозване и складиране, както и специален клапан за предотвратяване попадането на въздух при превоз и съхранение.
Бирата може да се разлива направо от кега, но най-често това става чрез подаване в кега на смес от въглероден двуокис и азота, а впоследствие чрез охладител се подава към разливна помпа.

## Метрология
Кег се използва и като стандартна мерна единица за обем и тегло на течности. Бирените кегове могат да бъдат с различни размери:
| Размер (галони САЩ) | Размер (литри) | Тегло на пълен кег (фунтове) |
| ------------------- | -------------- | ---------------------------- |
| 5                   | 20             | 55-60                        |
| 7.75                | 29             | 62                           |
| 13.2                | 50             | 90                           |
| 15.5                | 58.7           | 140—170                      |

| Размер            | DIN-кег           | Euro-кег          |
| ----------------- | ----------------- | ----------------- |
| 50 л (13.21 гал.) | 600 мм x 381 мм ø | 532 мм x 408 мм ø |
| 30 л (7.93 гал.)  | 400 мм x 381 мм ø | 365 мм x 408 мм ø |
| 25 л (6.61 гал.)  | -                 | 327 мм x 395 мм ø |
| 20 л (5.28 гал.)  | 310 мм x 363 мм ø | 216 мм x 395 мм ø |